# Лютомірув
Лютомірув (пол. Lutomirów) — село в Польщі, у гміні Домб'є Кольського повіту Великопольського воєводства.
Населення — 82 особи (2011).
У 1975-1998 роках село належало до Конінського воєводства.

## Демографія
Демографічна структура станом на 31 березня 2011 року:
|          | Загалом | Допрацездатний вік | Працездатний вік | Постпрацездатний вік |
| -------- | ------- | ------------------ | ---------------- | -------------------- |
| Чоловіки | 48      | 11                 | 32               | 5                    |
| Жінки    | 34      | 2                  | 18               | 14                   |
| Разом    | 82      | 13                 | 50               | 19                   |